# Miguel Angel Ortiz Arias
Miguel Angel Ortiz Arias – hiszpański sędzia piłkarski. Sędziuje mecze Primera División, Segudna División i Pucharu Króla.
14 sierpnia 2021 zaliczył debiut w La Liga.

## Sędziowane mecze Pucharu Króla

### 2017/2018[2]
| Mecz                                      | Data       | Miejsce                                  | Runda    | Wynik | Żółta kartka | Czerwona kartka |
| ----------------------------------------- | ---------- | ---------------------------------------- | -------- | ----- | ------------ | --------------- |
| Gimnástica Segoviana CF – SD Ponferradina | 20.09.2017 | Estadio Municipal de La Albuera, Segovia | 3. runda | 0:1   | 3            | 0               |

### 2018/2019[3]
| Mecz                         | Data      | Miejsce                                                  | Runda    | Wynik | Żółta kartka | Czerwona kartka |
| ---------------------------- | --------- | -------------------------------------------------------- | -------- | ----- | ------------ | --------------- |
| CD Mensajero – SD Compostela | 5.09.2018 | Estadio Nuevo Silvestre Carrillo, Santa Cruz de La Palma | 2. runda | 0:3   | 8            | 0               |

### 2019/2020[4]
| Mecz                        | Data       | Miejsce                                                  | Runda    | Wynik | Żółta kartka | Czerwona kartka |
| --------------------------- | ---------- | -------------------------------------------------------- | -------- | ----- | ------------ | --------------- |
| CD Mensajero – CD Tenerife  | 17.12.2019 | Estadio Nuevo Silvestre Carrillo, Santa Cruz de La Palma | 1. runda | 0:3   | 2            | 0               |
| UD Tamaraceite – UD Almería | 19.12.2019 | Campo de Fútbol Juan Guedes, Las Palmas                  | 1. runda | 3:2   | 7            | 1               |

### 2020/21[5]
| Mecz                                  | Data       | Miejsce                               | Runda    | Wynik | Żółta kartka | Czerwona kartka |
| ------------------------------------- | ---------- | ------------------------------------- | -------- | ----- | ------------ | --------------- |
| CD Quintanar del Rey – Sporting Gijón | 16.12.2020 | Estadio San Marcos, Quintanar del Rey | 1. runda | 1:2   | 9            | 1               |

### 2021/22[6]
| Mecz                                        | Data       | Miejsce                                  | Runda      | Wynik        | Żółta kartka | Czerwona kartka |
| ------------------------------------------- | ---------- | ---------------------------------------- | ---------- | ------------ | ------------ | --------------- |
| Unami Club Polideportivo – Deportivo Alavés | 30.11.2021 | Estadio Municipal de La Albuera, Segovia | 1. runda   | 0:3          | 5            | 0               |
| SD Eibar – RCD Mallorca                     | 5.01.2022  | Estadio de Ipurua, Eibar                 | 3. runda   | 1:2          | 4            | 0               |
| Sporting Gijón – Cádiz CF                   | 15.01.2022 | El Molinón, Gijón                        | 1/8 finału | 0:0 (k. 2:4) | 3            | 0               |

### 2022/23[7]
| Mecz                  | Data       | Miejsce           | Runda    | Wynik | Żółta kartka | Czerwona kartka |
| --------------------- | ---------- | ----------------- | -------- | ----- | ------------ | --------------- |
| Real Unión – Cádiz CF | 13.11.2022 | Stadium Gal, Irun | 1. runda | 3:2   | 3            | 0               |